# Die Bergwerke zu Falun

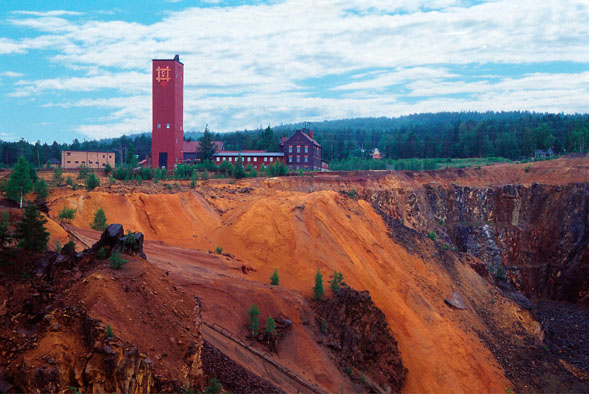
Zabudowania kopalni Falun w 2005 roku

Die Bergwerke zu Falun – opowiadanie E.T.A. Hoffmanna z roku 1819. Głównym tematem jest życie młodego Elisa Fröboma, który porzuca swój zawód żeglarza, by zostać górnikiem. Opowiadanie jest częścią długiej literackiej tradycji odnośnie do tematu kopalni w Falun, i związanych z nią tragedii tamtego okresu.

## Fabuła
Elis wraca ze swojej podróży morskiej do ojczystego portu i dowiaduje się o śmierci matki, w czasie kiedy był na morzu. Z tego względu nie jest w stanie świętować z przyjaciółmi i siedzi sam w knajpie na ławce. Po pewnym czasie przysiada się do niego nieznajomy i opowiada mu o zawodzie górnika. Elis jest przerażony perspektywą zmiany. Daje się jednak przekonać porywającemu sposobowi mówienia starca i udaje się do Falun. Zawsze kiedy traci pewność na swojej drodze, starzec pojawia się i go prowadzi, tak że Elis ostatecznie przybywa do miasta. 
Tam nosi się z zamiarem natychmiastowego udania się do swojej kwatery, spotyka jednak Ulle Dahlsjö, córkę człowieka, który będzie wkrótce jego szefem. Protagonista zmienia zdanie i postanawia zostać górnikiem. Jest dobrym pracownikiem, jawi się czytelnikowi jako coraz bardziej sympatyczna figura, także przychylność Ulli jest coraz bardziej widoczna. Oboje zakochują się w sobie i wszystko zdaje się iść w dobrym kierunku (co jest typowe u Hoffmanna). 
Jednak Ellis zaczyna widzieć w kopalni dziwne postacie, które ostrzegają go przed „królową”. Pewnej nocy, tuż przed jego ślubem, protagonista zmierza ponownie do miejsca pracy, aby zdobyć pewien wyjątkowo piękny kamień dla ukochanej, nigdy już jednak nie wraca. 50 lat później górnicy znajdują jego ciało w dniu święta Jana Chrzciciela, zjawia się Ulla i widząc co się stało umiera nagle, upadając koło zwłok ukochanego. 

## Motywy
Najbardziej rzucającym w oczy jest kontrast między dniem a nocą, który znajduje swoje odzwierciedlenie w motywach morza i kopalni. Elis zamienia swoje życie w blasku słońca, na życie górnika, który pracuje w ciemności. Praca ta nie musi być rozumiana dosłownie, gdyż romantycy pojmowali pracę górniczą jako próbę zbadania duszy w naturze. Kolejnym elementem jest stan psychiczny protagonisty, co łączy się z pytaniem, dlaczego zawsze kiedy Elis traci pewność, zjawia się starzec? Owa gra jest dla Hoffmanna bardzo charakterystyczna (patrz. Piaskun), czytelnik nie może do końca być pewny, co jest realne. W romantyzmie szaleństwo nie oznaczało tylko fazy zaburzeń umysłowo–duchowych czy oznaki rozpadu osobowości, ale stan, w którym są uwalniane nadprzyrodzone siły, wytwarzane są połączenia do innych światów i rozwijane są zdolności prorocze. W opowiadaniu podjęty jest też jeden z najbardziej charakterystycznych symboli romantyzmu, a mianowicie „niebieski kwiat” (Blaue Blume).

## Inne literackie opracowania
- Johann Peter Hebel, Unverhofftes Wiedersehen
- Friedrich Hebbel, Treue Liebe
- Richard Wagner, Libretto zu Die Bergwerke zu Falun
- Hugo von Hofmannsthal, Das Bergwerk zu Falun
- Georg Trakl, Ellis-Gedichte
- Franz Fühmann: Die Glöckchen